# Pawtucket
Pawtucket – miasto w Stanach Zjednoczonych, w stanie Rhode Island, w zespole miejskim Providence-Pawtucket-Fall River, położone nad rzeką Blackstone.
Miastem partnerskim Pawtucket jest angielska miejscowość Belper.
Od 1970 gra tutaj drużyna Minor League Baseball – Pawtucket Red Sox.
W mieście rozwinął się przemysł włókienniczy, maszynowy, elektrotechniczny, elektroniczny oraz szklarski.

## Demografia
5,0% mieszkańców deklaruje pochodzenie polskie.